# Kashima, Ibaraki
Kashima (japanska: 鹿嶋市?, Kashima-shi) är en stad i Ibaraki prefektur i Japan. Staden fick stadsrättigheter 1995.

## Sport
Kashima Antlers är ett fotbollslag från Kashima.